# جاناتان وینترز
جاناتان هارشمن وینترز سوم (به انگلیسی: Jonathan Harshman Winters III) (زاده ۱۱ نوامبر ۱۹۲۵ - درگذشته ۱۱ آوریل ۲۰۱۳) کمدین، بازیگر، نویسنده و هنرمند آمریکایی است که اغلب برای بازی در مجموعه‌های کمدی شناخته‌می‌شود. وینترز از سال ۱۹۶۰ آلبوم‌های کلاسیک کمدی منتشر می‌کرد. او ۱۱ بار نامزد جایزه گرمی برای بهترین آلبوم کمدی شد و جایزه بهتری آلبوم کودکان و بهترین آلبوم کمدی گفتاری را نیز به دست آورد. وی چندین بار نمایشگاه‌هایی برای نقاشی‌هایش برگزار کرده‌است. تأثیرگذاری جاناتان وینترز بر صنعت کمدی آمریکا به حدی بوده‌است که او دارای ستاره‌ای در پیاده‌روی شهرت هالیوود است و کمدین‌های بزرگی، از او به عنوان الگو یاد کرده‌اند.

## فیلم‌شناسی
برخی فیلم‌ها و سریال‌های وینترز:
- –۱۹۵۶: جاناتان وینترز شو
- ۱۹۶۴: جاناتان وینترز شو
- ۱۹۶۵: جاناتان وینترز شو
- ۱۹۶۵: عزیز
- ۱۹۶۶: روس‌ها دارند می‌آیند، روس‌ها دارند می‌آیند
- ۱۹۶۶: پنلوپه
- ۶۹–۱۹۶۷: جاناتان وینترز شو
- ۱۹۷۶: جاناتان وینترز شو
- ۱۹۸۵: آلیس در سرزمین عجایب
- ۸۹–۱۹۸۶: اسمورف‌ها
- ۱۹۹۲: قوانین دیویس
- ۱۹۹۴: سایه
- ۲۰۰۰: ماجراهای راکی و بولوینکل
- ۲۰۰۰: ادوارد فادواپر دروغ مصلحت‌آمیزی بزرگی گفت
- ۲۰۱۱: اسمورف‌ها
- ۲۰۱۳: اسمورف‌ها ۲